# Timandra (mitologia)
Timandra (in greco antico: Τιμάνδρα?, Timándra), è un personaggio della mitologia greca. Fu regina di Tegea e di Dulichio.
A Timandra è dedicato il nome dell'asteroide della fascia principale 603 Timandra.

## Genealogia
Figlia di Tindaro e di Leda, sposò Echemo ed ebbe il figlio Laodoco ed in seguito sposò Fileo il re di Dulichio, da cui ebbe Megete ed Euridamia.

## Mitologia
Come per le sue sorelle Clitennestra ed Elena anche per Timandra (per un errore del padre e per volontà di Afrodite) era stato preparato un destino infelice e che prevedeva di divenire adultere, di doversi sposare più volte o di dover soffrire per le gesta dei mariti e così lei fu infedele ad Echemo che lasciò per Fileo e da regina di Tegea lo divenne di Dulichio.